# Falu studentkår
Falu studentkår var en obunden förening för alla som studerade vid Högskolan Dalarnas campus i Falun. Studentkåren var en intresseförening som företrädde de cirka 7000 medlemmarna i frågor som främst handlade om utbildningsbevakning, studiemiljö samt det studiesociala.
Studentkåren är nu upplöst i och med sammanslagning med Borlänge studentkår och bildandet av Dalarnas studentkår inför läsåret 2009/2010.